# Tony Clark
Tony Clark (* 22. Februar 1954 in Canberra) ist ein australischer Maler.
Tony Clark zog 1960 mit seiner Familie nach London. Zwischen 1972 und 1976 studierte er an der University of Reading Kunstgeschichte und Italienisch und schloss mit dem Bachelor ab. Als Maler ist Clark Autodidakt. Tony Clark erhielt 1994 den John McCaughey Memorial Art Prize in Melbourne.
In den späten 1970ern und frühen 1980ern bewegte Clark sich im Umkreis von John Nixon, Jenny Watson und dem Performancekünstler Mike Parr. Der Musiker Nick Cave und die Fotografin Polly Borland sind seine langjährigen Freunde und Kollegen.
Das Myriorama Projekt ist eine der bekanntesten malerischen Serien von Tony Clark, mit der er 1984 begann.
Tony Clark stellte im Australian Centre for Contemporary Art in Melbourne aus, in Sydney, in Adelaide, Brisbane und Canberra. Neben den Ausstellungen in Australien fand er auch international Beachtung. In Deutschland waren seine Werke 1992 auf der documenta IX in Kassel, 1993 auf der Art Cologne und der Art Frankfurt, 1995 im Bonner Kunstverein und 2003 in der Städtischen Galerie Delmenhorst und im Schloss Agathenburg zu sehen. 2006 fand die Einzelausstellung Pseudo wallpapers im Ruhrland Museum, Essen statt.